# WIND (우주선)
GGS WIND는 NASA의 과학 인공위성으로, GGS는 세계 지구-우주 과학(Global Geospace Science)의 약자이다. WIND 탐사선은 1994년 11월 1일 8시 31분(UTC)에 케이프커내버럴 공군 기지에서 델타 II 7925-10 발사체에 실려 발사되었다. 탐사선은 GGS Polar와 자매선이며, 회전 안정화 방식을 사용하는 지름 2.4 m의 원기둥 모앙이다.
WIND 탐사선은 태양풍 및 지구 자기권 내에서 발생되는 전파와 플라스마를 연구하기 위해서 발사되었다. 탐사선은 원래 L1 라그랑주점으로 보내질 계획이었지만, SOHO 및 ACE 탐사선이 L1에 있었기 때문에 달 주변 환경을 연구하다가, 2004년 이후 L1으로 보내져 현재까지도 작동하고 있다. WIND는 현재 L1점에 약 50년간 머무를 수 있는 연료가 남아있다.

## 과학적 임무 목표
- 자기권 및 전리권과 상호작용하는 플라스마, 하전 입자, 자기장 정보 수집.
- 자기권 "상류 지역"에서의 자기장 출력 측정.
- 지구 근방 태양풍의 플라스마에 일어나는 작용 관측.
- 율리시스에 사용될 타원 궤도에서의 관측 기준치 측정.

## 과학 장비
WIND 탐사선의 전체적인 임무 목표는 태양풍이 지구의 대기와 부딪히면 어떻게 될지를 추측하기 위해, 태양-지구간 플라스마 환경을 조사하는 것이었으며, 구체적으로는 태양풍이 지구에 도달하기 전에 태양풍의 성질을 측정하는 것이었다. 이를 위해, WIND 탐사선에는 "Konus"라고 불리는 감마선 감지기, 자기장 탐사기 (MFI), 태양풍 및 고온 이온 실험장치 (SMS), 하전 입자: 가속, 구성, 이동 탐사기 (EPACT), 태양풍 실험기 (SWE), 3차원 플라스마 및 하전입자 조사기 (3DP), 단기 감마선 분광기 (TGRS), 전파 및 플라스마파 조사기 (WAVES) 가 탑재되어 있었다. "Konus"와 TGRS는 태양 플레어나 감마선 폭발에서 발생하는 감마선 및 고에너지 광자들을 검출하고, SMS 장치는 무거운 이온들의 질량과 단위전하당 질량을 측정한다. SWE와 3DP는 10 MeV 이하의 저에너지 태양풍 양성자와 전자를 검출하며, WAVES와 MFI는 태양풍의 전자와 자기장을 측정한다. 이 장치들의 기능을 합치면, WIND 탐사선은 태양풍에 대해 상당히 많은 정보를 제공할 수 있다.

## 같이 보기
- STEREO
- SOHO
- SDO
- 태양풍
- 태양